# Fågelbro G&CC

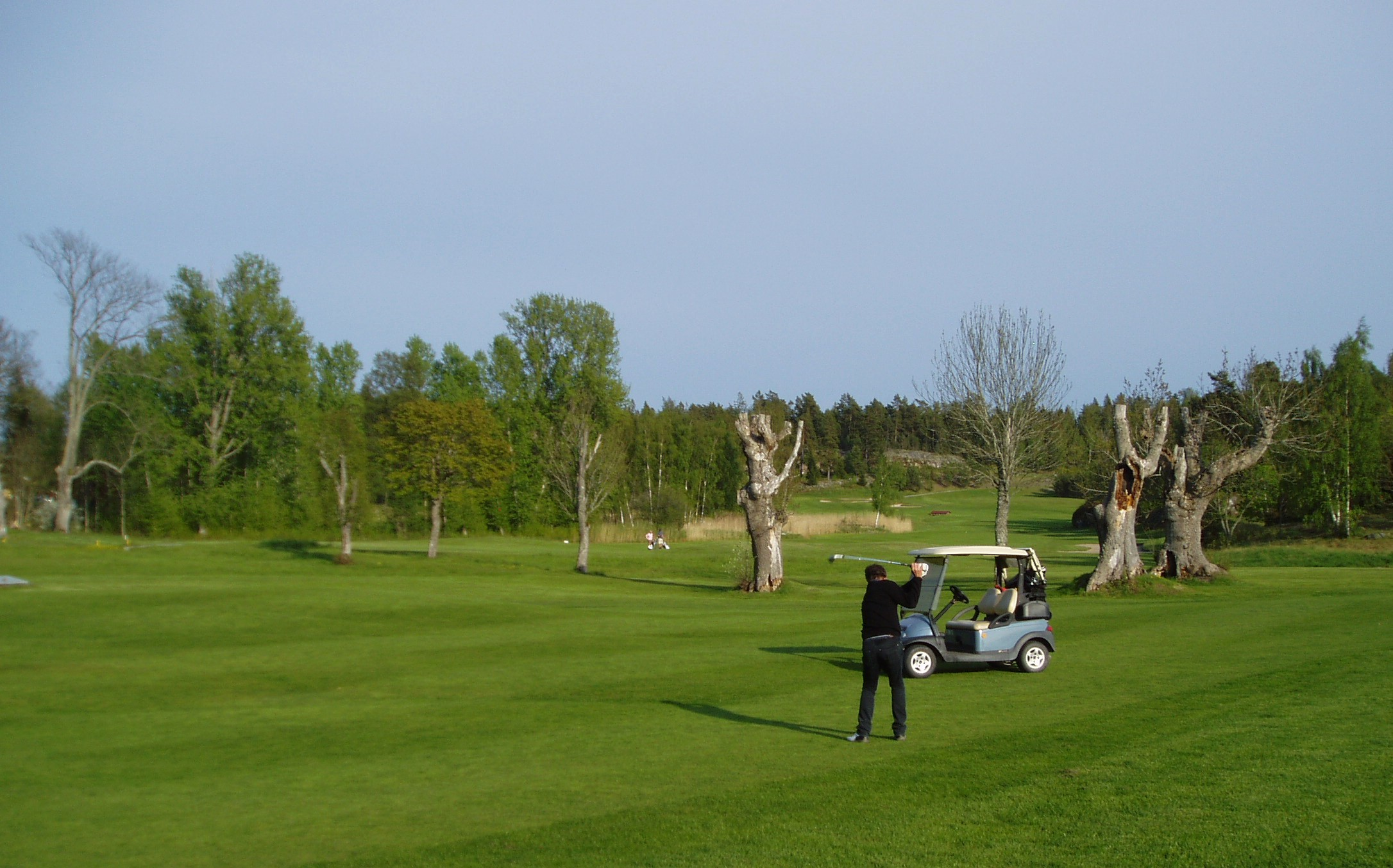
Delvy över bana 1 och 2.

Fågelbro G&CC är en golfklubb på Värmdö i Stockholms inre skärgård i landskapet Uppland. Banan är byggd på Fågelbro Säteris gamla ägor på västra Fågelbrolandet, och omges av skog, havsvikar och villabebyggelse. Klubben är belägen ca 3 mil öster om Stockholm och nås via länsväg 222.

## 18-hålsbana
Fågelbro har en 18-hålsbana där två av de sista nio hålen är byggda med flytande fairway (hål 10 och 16).

## Korthålsbana
Fågelbro har också en mindre golfbana med 9-hål. Där finns möjligheter för greenfee-spel, men även möjligheter att hyra hela banan för privata fester eller företagsevent.

## Country Club
På klubben finns även en ridanläggning, tennisbana, squashbana och gym.